# Mexichromis tica
Espèce
Mexichromis tica est une espèce de nudibranches de la famille des Chromodorididae.

## Répartition
L'holotype de cette espèce a été collecté en 2004 par le Terrence M. Gosliner (d) au nord-est de l'île Darwin (1° 40′ 54″ N, 91° 59′ 57″ O) à 23 m de profondeur. Cette espèce se rencontre au Costa Rica et aux Galápagos.

## Description
Mexichromis tica mesure jusqu'à 6 mm de longueur. Son corps est blanc translucide avec des viscères roses visibles à travers le dos. Il y a une bande blanche opaque au milieu du dos. Une large bande blanche opaque fait le tour du manteau au niveau du bord. À côté de la face interne de la bande marginale blanche se trouve une bande orange ou jaune, qui peut être divisée en taches. Il y a une bande blanche au centre du pied translucide avec une tache orange allongée. Le bouquet branchiales et les rhinophores sont d'un blanc translucide, avec un pigment orange à leurs extrémité.

## Classification
Le nom valide complet (avec auteur) de ce taxon est Mexichromis tica Gosliner (d), Ortea (d) & Valdés (d), 2004,.

## Étymologie
Son épithète spécifique, tica, dérive du nom vernaculaire tico qui signifie « originaire du Costa Rica ».

## Publication originale
- (en) Terrence M Gosliner, Jesús Ortea et Ángel Valdés, « New Data on Tropical Eastern Pacific Chromodorididae (Nudibranchia: Doridina) with Description of a New Species of Mexichromis Bertsch, 1977 », Proceedings of the California Academy of Sciences, 4th series, San Francisco, Inconnu, vol. 55, no 32,‎ 30 décembre 2004, p. 588-597 (ISSN 0068-547X, OCLC 1289190, lire en ligne).